# Yponomeuta
Yponomeuta là một large chi bướm đêm of the Yponomeutidae. It has 103 described member species.

## Các loài
- Yponomeuta africana - Stainton, 1862
- Yponomeuta alba - Dufrane, 1960
- Yponomeuta albonigratus - Gershenzon, 1972
- Yponomeuta alienella - Walker, 1863
- Yponomeuta anatolica - Stringer, 1930
- Yponomeuta anomalella - Dufrane, 1960
- Yponomeuta athyris - Meyrick, 1928
- Yponomeuta atomosella - Dyar, 1902
- Yponomeuta cagnagella - (Hübner 1813)
- Yponomeuta calcarata - Meyrick, 1924
- Yponomeuta calculosa - Meyrick,
- Yponomeuta catharotis - Meyrick, 1935
- Yponomeuta chalcocoma - Meyrick, 1938
- Yponomeuta cinefacta - Meyrick, 1935
- Yponomeuta conisca - Meyrick, 1914
- Yponomeuta corpuscularis - Meyrick, 1907
- Yponomeuta cuprea - Meyrick, 1901
- Yponomeuta delicata - Schultze, 1908
- Yponomeuta diaphorus - Walsingham, 1907
- Yponomeuta diffluellus - Heinemann, 1870
- Yponomeuta disemanta - Meyrick, 1933
- Yponomeuta effeta - Meyrick, 1924
- Yponomeuta elementaris - Meyrick, 1931
- Yponomeuta enneacentra - Meyrick, 1925
- Yponomeuta euonymella - Chambers, 1872
- Yponomeuta eurinellus - Zagulyayev, 1970
- Yponomeuta eusoma - Meyrick, 1914
- Yponomeuta evonymella - Linnaeus, 1758
- Yponomeuta evonymi - Zeller, 1844
- Yponomeuta favillacea - Meyrick, 1922
- Yponomeuta fumigata - Zeller, 1852
- Yponomeuta funesta - Meyrick, 1914
- Yponomeuta gigas - Rebel, 1892
- Yponomeuta glaphyropis - Meyrick, 1908
- Yponomeuta grisea - Dufrane, 1960
- Yponomeuta griseomaculatus - Gershenzon, 1970
- Yponomeuta helicella - Freyer, 1842
- Yponomeuta hemileuca - Meyrick, 1932
- Yponomeuta hexabola - Meyrick, 1935
- Yponomeuta horologa - Meyrick, 1935
- Yponomeuta hypsicrates - Meyrick, 1925
- Yponomeuta innotata - Walsingham, 1907
- Yponomeuta internella - Walker, 1863
- Yponomeuta interruptella - Sauber, 1902
- Yponomeuta irrorella - Hübner, 1796
- Yponomeuta kanaiella - Matsumura, 1931
- Yponomeuta leucothorax - Meyrick, 1913
- Yponomeuta leucotoma - Meyrick, 1935
- Yponomeuta liberalis - Meyrick, 1913
- Yponomeuta madagascariensis - Gershenson, 2001
- Yponomeuta mahalebella - Guenée, 1845
- Yponomeuta malinella - Zeller, 1838
- Yponomeuta malivorella - Guenée, 1845
- Yponomeuta martinella - Walker, 1863
- Yponomeuta mayumivorella - Matsumura, 1931
- Yponomeuta meguronis - Matsumura, 1931
- Yponomeuta melanaster - Meyrick, 1907
- Yponomeuta meracula - Bradley, 1962
- Yponomeuta meridionalis - Gershenzon, 1972
- Yponomeuta millepunctatella - Warren, 1888
- Yponomeuta minuella - Walker, 1863
- Yponomeuta mochlocrossa - Meyrick, 1935
- Yponomeuta morbillosa - Zeller, 1877
- Yponomeuta multipunctella - Clemens, 1860
- Yponomeuta munda - Meyrick, 1921
- Yponomeuta myriosema - Turner, 1898
- Yponomeuta nigricola - Meyrick, 1912
- Yponomeuta nigrifimbrata - Christoph, 1882
- Yponomeuta numerosa - Meyrick, 1921
- Yponomeuta octocentra - Meyrick, 1921
- Yponomeuta ocypora - Meyrick, 1932
- Yponomeuta orbimaculella - Chambers, 1872
- Yponomeuta orientalis - Zagulyayev, 1970
- Yponomeuta padella - Linnaeus, 1758
- Yponomeuta paradoxus - Gershenzon, 1979
- Yponomeuta paurodes - Meyrick, 1907
- Yponomeuta perficitellus - Walker, 1863
- Yponomeuta cây mậnbella - Schiffermüller, 1776
- Yponomeuta polysticta - Butler, 1879
- Yponomeuta polystigmellus - Felder, 1862
- Yponomeuta praetincta - Meyrick,
- Yponomeuta puncticornis - Walsingham, 1891
- Yponomeuta pustulella - Walker, 1863
- Yponomeuta refrigerata - Meyrick, 1931
- Yponomeuta rhamnellus - Gershenzon, 1974
- Yponomeuta rorella - Hübner, 1796
- Yponomeuta roscidella - Hübner, 1793
- Yponomeuta sedella - Treitschke, 1833
- Yponomeuta semialba - Meyrick, 1913
- Yponomeuta shansiella - Caradja,
- Yponomeuta sistrophora - Meyrick, 1909
- Yponomeuta sociatus - Moriuti, 1972
- Yponomeuta solitariellus - Moriuti, 1977
- Yponomeuta spodocrossa - Meyrick, 1935
- Yponomeuta stenodoxa - Meyrick, 1931
- Yponomeuta strigillata - Zeller, 1852
- Yponomeuta subplumbella - Walsingham, 1881
- Yponomeuta tokyonella - Matsumura, 1931
- Yponomeuta triangularis - Möschler, 1890
- Yponomeuta tyrodes - Meyrick, 1913
- Yponomeuta variabilis - Zeller, 1844
- Yponomeuta yanagawana - Matsumura, 1931
- Yponomeuta zagulajevi - Gershenzon, 1977

## Hình ảnh

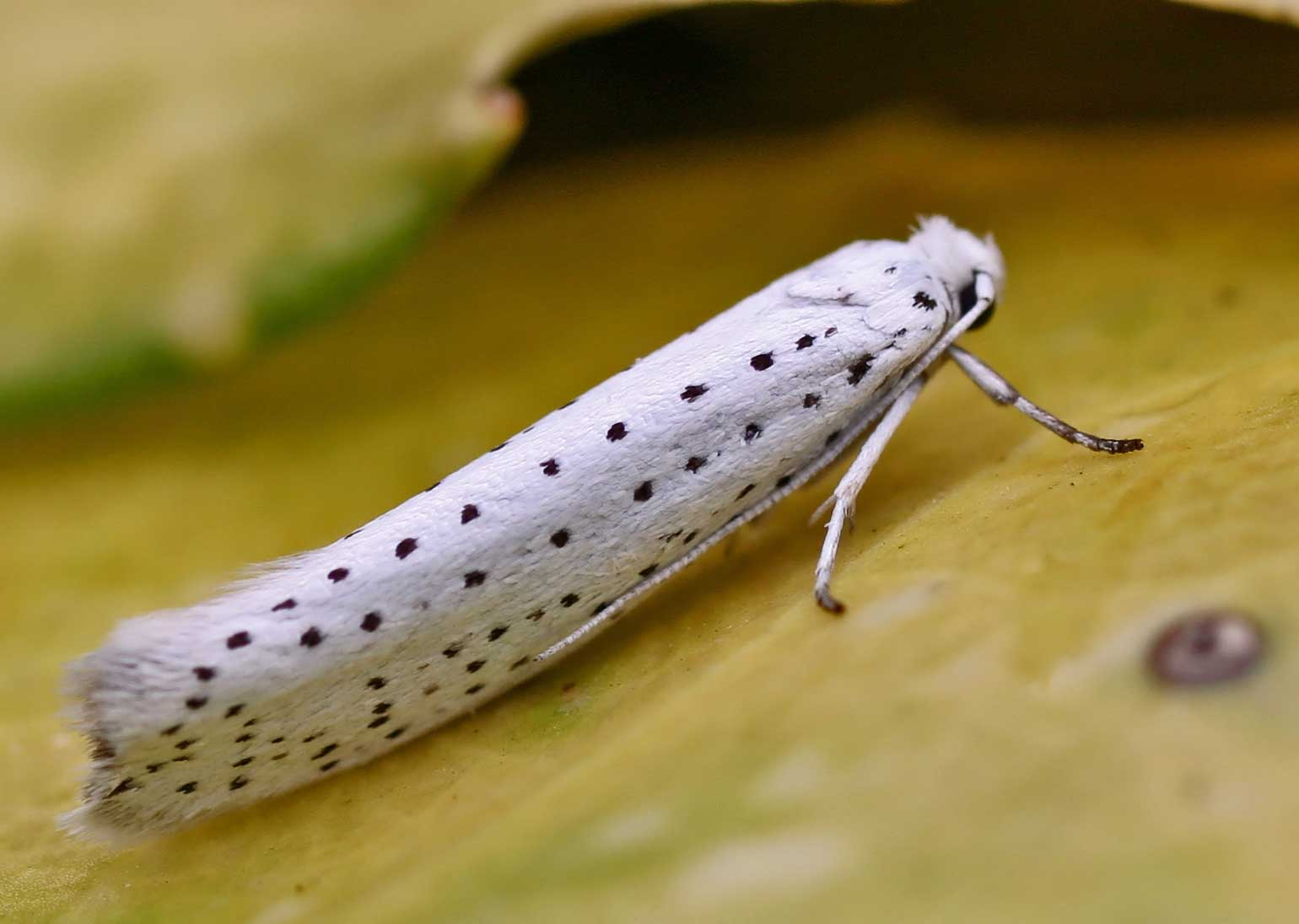
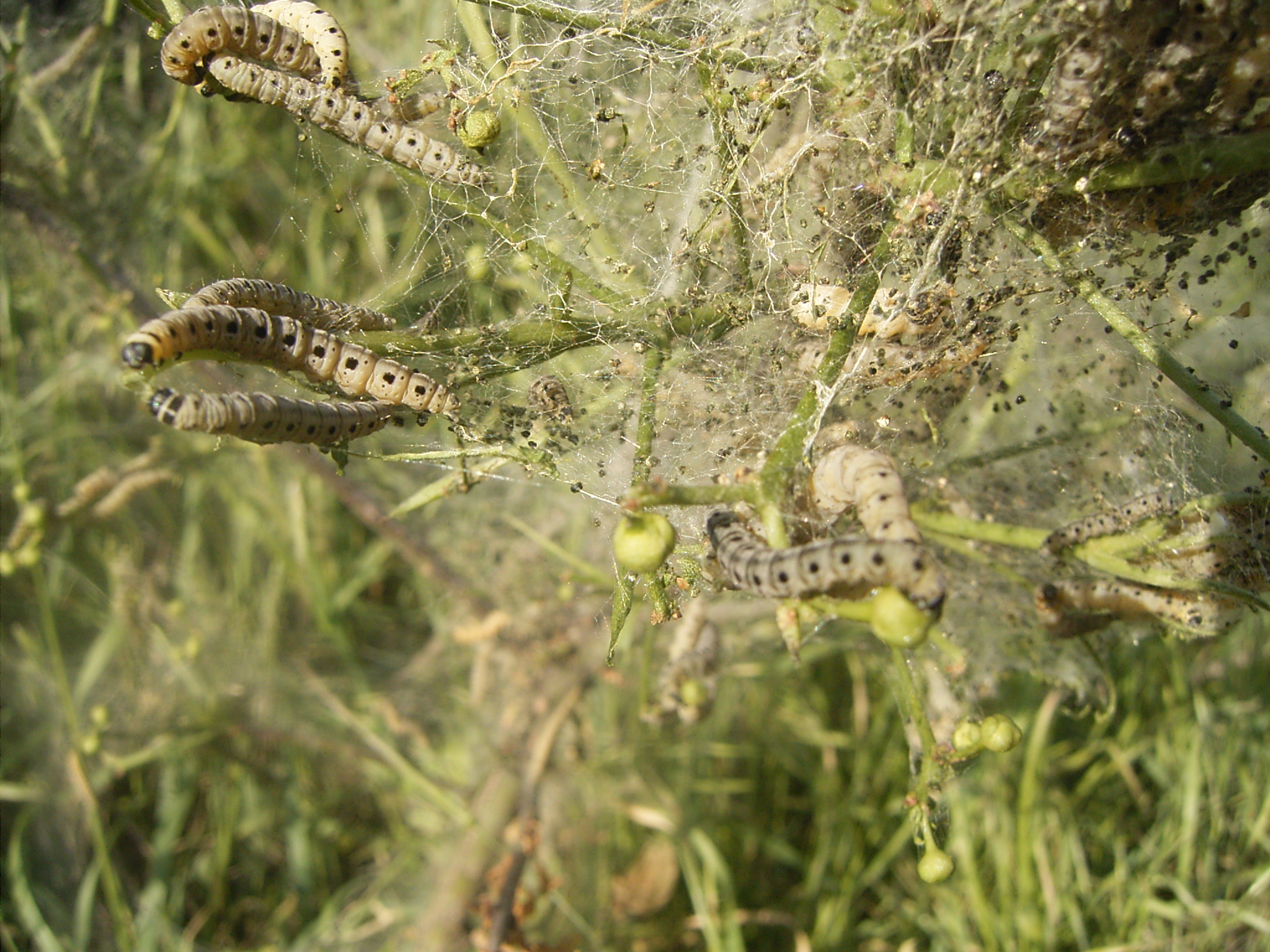
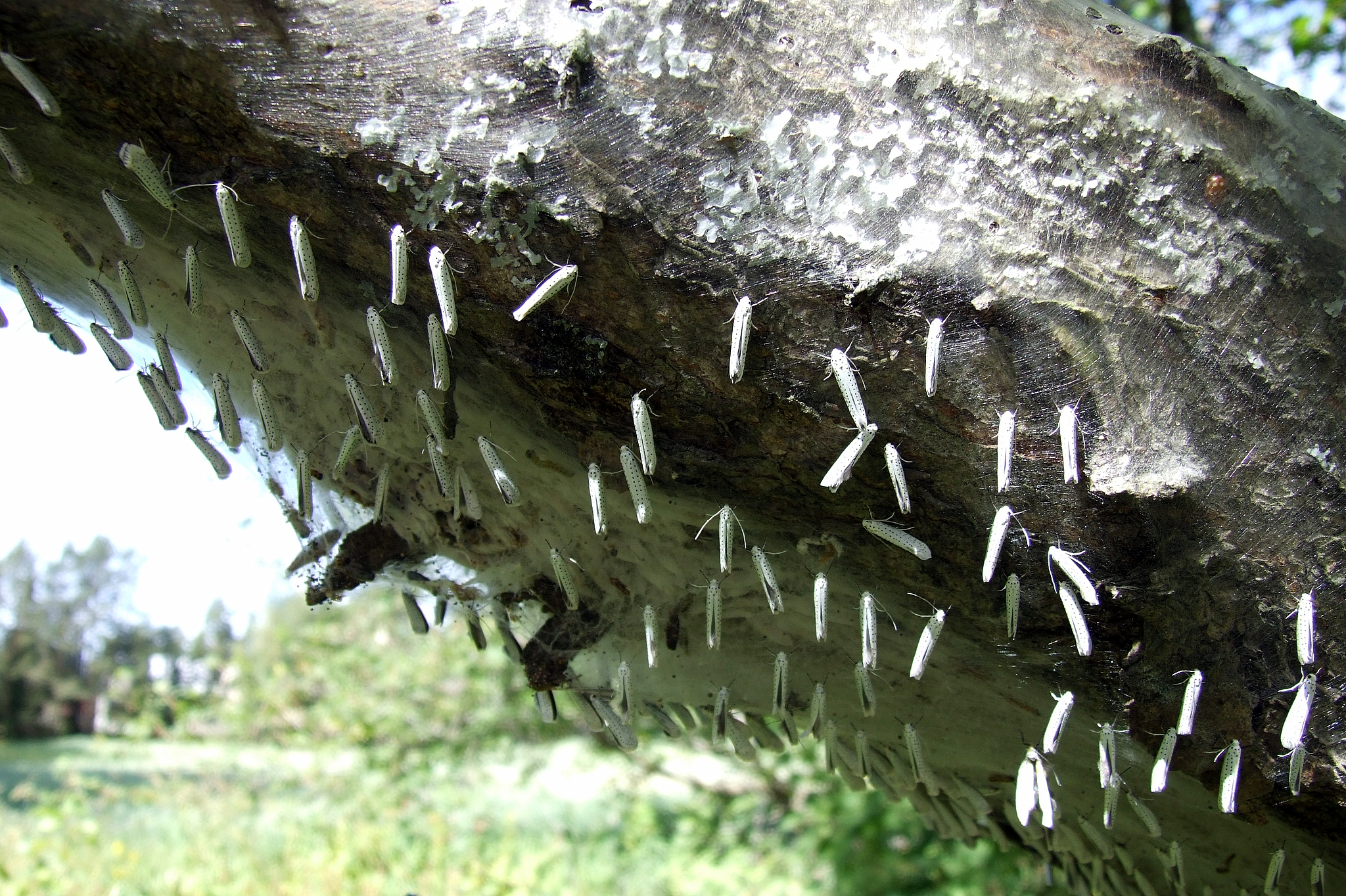
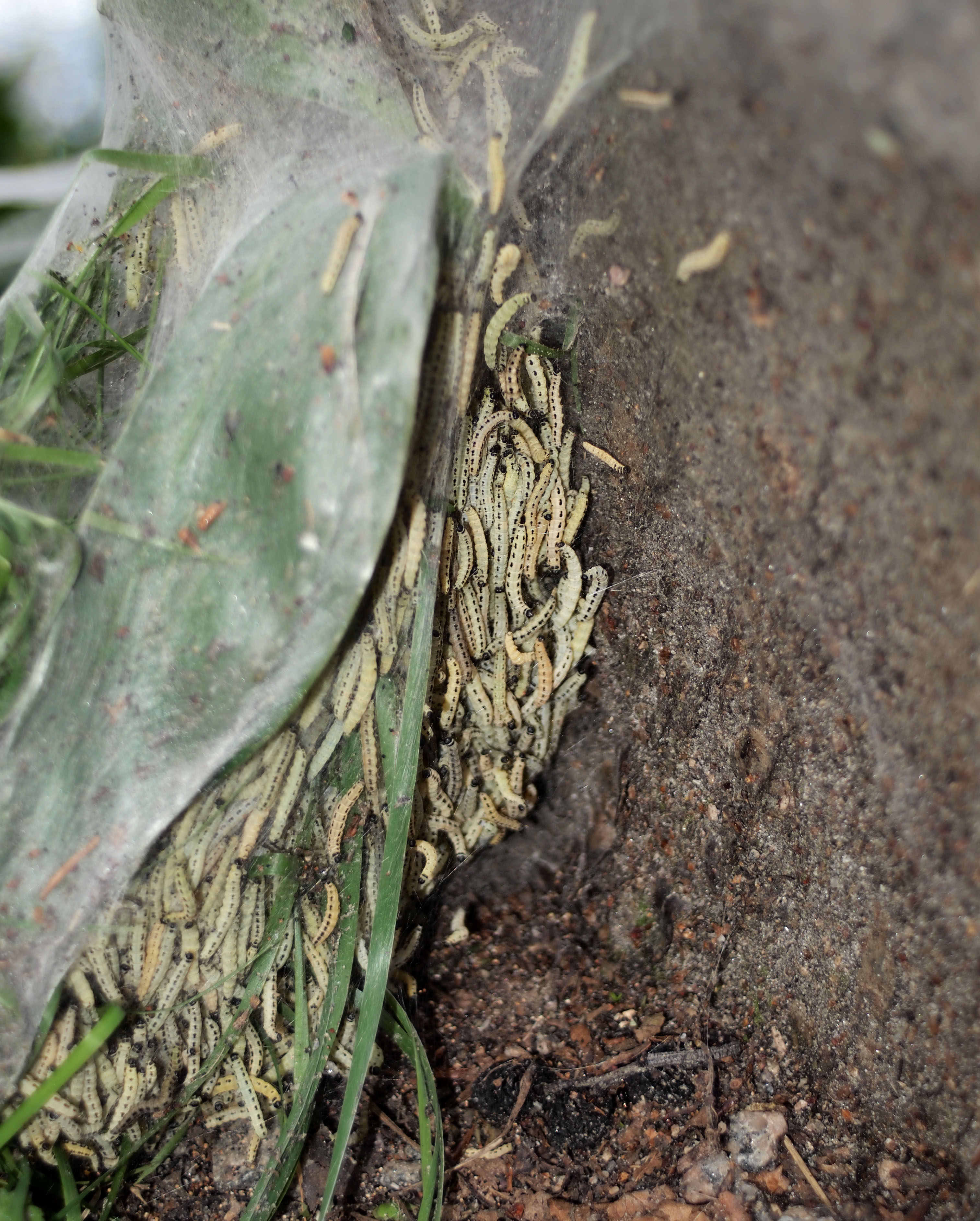